# Pearl Bailey
Pearl Mae Bailey (Southampton County, 29 maart 1918 – Philadelphia, 17 augustus 1990) was een Amerikaans actrice en zangeres. Ze acteerde in televisieseries, films en toneelstukken. Voor haar rol in Hello, Dolly! kreeg ze een Tony Award. Als zangeres scoorde ze in 1952 een grote hit met haar versie van "Takes Two to Tango".

## Biografie

### Jonge jaren
Bailey werd geboren in Southampton County, Virginia, als dochter van dominee Joseph Bailey en Ella Mae Ricks Bailey. Ze groeide op in de wijk Newport News.
Op haar 15e maakte ze haar zangdebuut. Haar broer Bill Bailey begon rond dezelfde tijd een carrière als tapdanser na te streven, en spoorde Bailey aan om deel te nemen aan een talentenjacht in het Pearl Theater. Ze won hierbij de eerste prijs. Na ook een talentenjacht in Harlem’s Apollo Theater te hebben gewonnen, besloot ze zich te gaan richten op een carrière in de entertainmentindustrie.

### Carrière
Bailey begon haar zangcarrière in nachtclubs gedurende de jaren 30. Tijdens de Tweede Wereldoorlog toerde ze door de Verenigde Staten met de USO, waarbij ze optredens verzorgde voor Amerikaanse soldaten.
Na de oorlog vestigde ze zich in New York, waar ze in 1946 haar Broadwaydebuut maakte in het toneelstuk St. Louis Woman. Een jaar later volgde haar filmdebuut met Variety Girl. Tussen haar toneeloptredens in bleef ze tournees houden en albums opnemen. Haar televisiedebuut kwam met een rol in Faye Emerson's Wonderful Town.
Lynne Carter noemde Bailey vaak de persoon die zijn carrière zou hebben helpen opstarten. In 1954 kreeg ze de rol van Frankie in de film Carmen Jones. Haar versie van "Beat Out That Rhythm on the Drum" werd gezien als het hoogtepunt van de film. Ze trad tevens op in de Broadwaymusical House of Flowers. In 1959 was ze te zien als Maria in de film Porgy and Bess, samen met Sidney Poitier en Dorothy Dandridge.
In 1967 speelde ze met onder andere Cab Calloway in een speciale uitvoering van Hello, Dolly!, met uitsluitend Afro-Amerikaanse acteurs. Dit bleek dermate succesvol dat producer David Merrick besloot de productie naar Broadway te halen. Bailey kreeg voor haar rol een Tony Award.
Bailey was groot fan van de New York Mets, en zong het Amerikaanse volkslied in het Shea Stadium voorafgaand aan de 5e wedstrijd van de World Series van 1969. In de jaren 70 had ze haar eigen televisieshow en hield ze zich bezig met het inspreken van stemmen voor onder andere Tubby the Tuba (1976) en Disney's Frank en Frey (1981).
In 1986 won ze een Daytime Emmy award voor haar rol van goede fee in de ABC Afterschool Special Cindy Eller: A Modern Fairy Tale. Tegen het eind van haar carrière werd ze het gezicht van een reeks reclamefilmpjes voor Duncan Hines, en schreef ze meerdere boeken waaronder 2 autobiografieën.

### Privéleven
Op 19 november 1952 trouwde Bailey in Londen met jazzdrumer Louie Bellson in Londen. Samen adopteerden ze twee kinderen; een jongen genaamd Tony en een meisje genaamd Dee Dee J. Bellson.
Bailey was een Republikein. Zodoende werd ze in 1970 door president Richard Nixon benoemd tot Amerika's "Ambassador of Love". Ze nam deel aan verschillende bijeenkomsten van de Verenigde Naties. Tevens hielp ze met de verkiezingscampagne van president Gerald Ford.
In 1968 kreeg ze de Bronze Medallion van de stad New York. Op haar 67e haalde ze nog haar bachelor theologie aan de Georgetown University. In 1988 kreeg ze de Presidential Medal of Freedom van president Ronald Reagan.

### Overlijden
Pearl Bailey overleed op 72-jarige leeftijd in het Thomas Jefferson University Hospital in Philadelphia. Bij autopsie bleek atheromatose in de kransslagader haar fataal te zijn geworden. Ze werd begraven op het Rolling Green Memorial Park in West Chester.

## Filmografie

### Film
- Variety Girl (1947)
- Isn't It Romantic? (1948)
- Carmen Jones (1954)
- That Certain Feeling (1956)
- St. Louis Blues (1958)
- Porgy and Bess (1959)
- All the Fine Young Cannibals (1960)
- The Landlord (1970)
- Tubby the Tuba (1975) (stem)
- Norman... Is That You? (1976)
- Frank en Frey (1981) (stem)

### Televisie
- The Pat Boone Chevy Showroom (voor 1960)
- Mike and Pearl (1968)
- Carol Channing and Pearl Bailey: On Broadway (1969)
- The Pearl Bailey Show (1971)
- All-Star Salute to Pearl Bailey (1979)
- The Member of the Wedding (1982)
- As the World Turns (castlid in 1982)
- Peter Gunn (1989) (pilotaflevering)

### Theater
- St. Louis Woman (30 maart – 6 juli 1946) (Broadway)
- Arms and the Girl (2 februari – 27 mei 1950) (Broadway)
- Bless You All (13 december 1950 – 24 februari 1951) (Broadway)
- House of Flowers (30 december 1954 – 21 mei 1955) (Broadway)
- Call Me Madam (1966) (Melodyland Theater)
- Hello, Dolly! (21 november 1967–1969) 
 (Broadway en tournee)
- Hello, Dolly! (6 november – 28 december 1975) (Broadway)

## Discografie
- Pearl Bailey Entertains (1950)
- Birth of the Blues (1952)
- Cultured Pearl (1952)
- I'm with You (1953)
- Say Si Si (1953)
- Carmelina (1955)
- The Intoxicating Pearl Bailey (1956)
- The One and Only Pearl Bailey Sings (1956)
- Gems by Pearl Bailey (1958)
- Porgy & Bess, original motion picture soundtrack (1959)(Grammy Award winner)

- Pearl Bailey A-Broad (1959)
- Pearl Bailey Sings for Adults Only (1959)
- Pearl Bailey Plus Margie Anderson Singing the Blues (1960?)
- More Songs for Adults Only (1960)
- For Adult Listening (1960)
- Naughty But Nice (1960)
- Songs of the Bad Old Days (1960)
- Pearl Bailey Sings the Songs of Harold Arlen (1961)
- Come On, Let's Play with Pearlie Mae (1962)
- Happy Sounds (1962)
- All About Good Little Girls and Bad Little Boys (1963)

- C'est La Vie (1963)
- Les Poupées de Paris (1964)
- Songs By James Van Heusen (1964)
- The Risque World of Pearl Bailey (1964)
- For Women Only (1965)
- The Jazz Singer (1965)
- Hello, Dolly! (1967 Broadway cast)
- After Hours (1969)
- Pearl's Pearls (1971)

## Trivia
- Seth MacFarlane bracht een eerbetoon aan Bailey door in de door hem bedachte serie American Dad! de school waar het personage Steve Smith op zit Pearl Bailey High School te noemen.